# George Curtis
George Frederick Curtis (West Thurrock, 3 dicembre 1919 – Basildon, 17 novembre 2004) è stato un allenatore di calcio e calciatore inglese, di ruolo centrocampista.

## Carriera

### Giocatore

#### Club
Curtis arrivò all'Arsenal nel dicembre del 1936, proveniente dall'Anglo. Giocò poi per un biennio al Margate. Debuttò per l'Arsenal nell'aprile del 1939, nella vittoria per 2-1 sul Blackpool. Totalizzò 13 presenze per i Gunners, prima di trasferirsi al Southampton. Occasionalmente, dopo la seconda guerra mondiale, giocò qualche partita per il West Ham. Dopo aver lasciato il Southampton, giocò per i francesi del Valenciennes, prima di tornare in patria e militare nelle file del Chelmsford City.

### Allenatore
Curtis fu allenatore-giocatore al Chelmsford City. Successivamente allenò il Brighton.
Dal 1963 al 1968 allenò il Stevenage Town.
Nel 1968, in coppia con il messicano Ángel Papadópulos, divenne allenatore degli statunitensi dei San Diego Toros, impegnati nella stagione d'esordio NASL. La rosa dei Toros era caratterizzata da una nutrita colonia di giocatori messicani o formatasi in Messico, oltre che dal due volte campione del mondo Vavá e da alcuni suoi vecchi calciatori come Ray Freeman. La squadra, dopo aver vinto la propria Division, raggiunse la finale del torneo perdendola contro gli Atlanta Chiefs.
Terminata l'esperienza americana diventò allenatore dei norvegesi del Rosenborg. In squadra, vinse il campionato 1969 e, nel 1971, fu scelto come commissario tecnico della Norvegia. Ricoprì questo incarico fino al 1974, per poi tornare al Rosenborg nel 1976.

## Palmarès

### Giocatore

#### Competizioni nazionali
- Campionato inglese: 1

Arsenal: 1937-1938
- Community Shield: 1

Arsenal: 1938

### Allenatore

#### Competizioni nazionali
- Campionato norvegese: 1

Rosenborg: 1969